# Luis Sahagún Cortés
Luis Sahagún Cortés (20 de mayo de 1900 - 24 de enero de 1978) fue un pintor mexicano. Hijo de Pascual Sahagún y Petra Cortes. En Sahuayo, se dan sus primeras aficiones y en Guadalajara ya son sus estudios más profesionales, con más técnica. A los 26 años tiene un estilo definido, comienza su perfeccionamiento. Fue pintor oficial de la Presidencia de la República y embajador cultural de México en diferentes países además de director de la academia de San Carlos en la Ciudad de México. Fue el padre de la técnica de "la espátula mexicana". Fundó la primera Casa de la Cultura en Michoacán llamada "Petrita Cortes de Sahagun" localizada en Sahuayo así como la primera pinacoteca del estado ubicada en la misma ciudad. Además donó terrenos para la construcción del Instituto Sahuayense y la biblioteca del Instituto Salesiano de Sahuayo el cual es recinto de muchas de sus pinturas.
Entre sus obras más destacadas se encuentra "Las estaciones del Viacrucis" siendo las únicas que presentan a indígenas purépechas y que adornan la escalinata del monumento a Cristo Rey en Sahuayo, único de su tipo en el estado.
Sus obras se cotizan internacionalmente en Nueva York, Londres, y muchas colecciones están en distintos sitios como la Academia Real de Holanda, el Principado de Dinamarca, en el de Monaco, en el Palacio de la Moneda en Santiago de Chile.

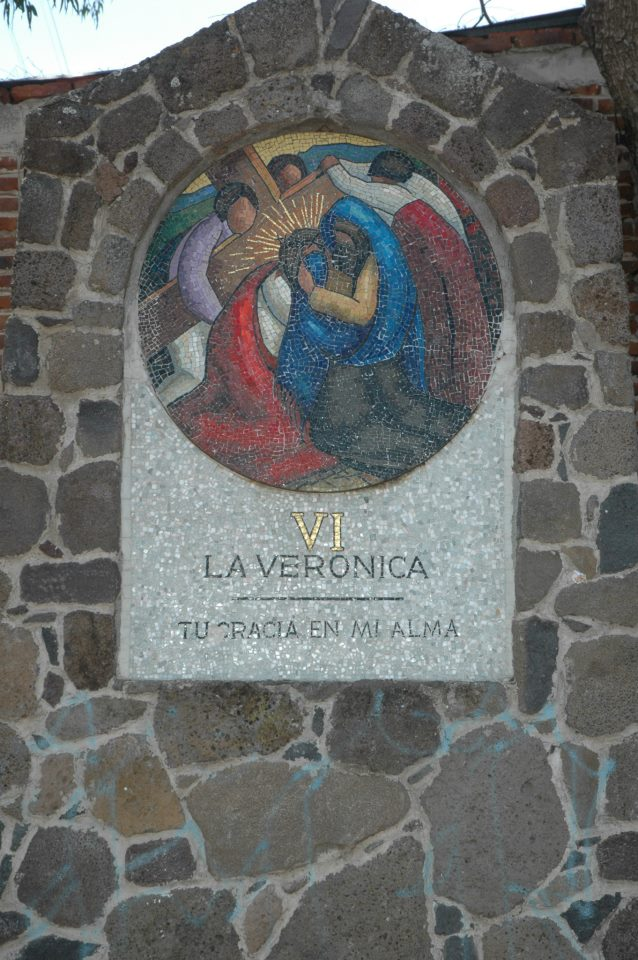
La Verónica ubicadas en las escalinatas de Cristo Rey.
Sahuayo, Mich.

También se pueden encontrar obras de este ilustre pintor sahuayense en casa del director vitalicio de la fundación cultural "maestro Luis Sahagun Cortez" el licenciado Juan Carlos Sahagún Gracián más conocido como el "güero Sahagún" principal promotor de la obra a nivel mundial.
- Datos: Q5984315